# Elgar Uplands
Die Elgar Uplands sind ein bis zu rund 1900 m hoher Gebirgszug zwischen dem Tufts-Pass im Norden und dem Sullivan-Gletscher im Süden, der sich im Norden der westantarktischen Alexander-I.-Insel befindet.
Erste Luftaufnahmen entstanden 1937 bei der British Graham Land Expedition (1934–1937) unter der Leitung des australischen Polarforschers John Rymill. Luftaufnahmen, die bei der Ronne Antarctic Research Expedition (1947–1948) entstanden, dienten 1960 dem britischen Geographen Derek Searle vom Falkland Islands Dependencies Survey der Kartierung. Eine weitere Kartierung erfolgte mittels der Landsat-Aufnahmen vom Februar 1975. Das UK Antarctic Place-Names Committee benannte die Uplands 1961 nach dem britischen Komponisten Edward Elgar (1857–1934).